# Nośnik energii
Nośnik energii – wyroby uczestniczące w procesach przekazywania różnych postaci energii ze źródeł jej pozyskiwania do sfery użytkowania, np. paliwa, energia cieplna, energia odnawialna, energia elektryczna.